# Отношения Папуа — Новой Гвинеи и США
Отношения Папуа — Новой Гвинеи и США — двусторонние отношения между США и Папуа — Новой Гвинеей. Дипломатические отношения между странами были установлены в 1975 году после обретения независимости Папуа — Новой Гвинеи от Организации Объединенных Наций и Австралии.

## История
Папуа — Новая Гвинея — самое густонаселенное тихоокеанское островное государство (в 2013 году там проживало около 7800000 человек), страна является важным компаньоном США для поддержания мира и безопасности в Азиатско-Тихоокеанском регионе. У страны есть устойчивый экономический рост за счёт энергоресурсов, сельского хозяйства и минеральных ресурсов. Папуа — Новая Гвинея сталкивается и с проблемами: слабые управленческие навыки руководства страны, коррупция, ограниченные возможности для оказания основных услуг, ухудшение системы здравоохранения, серьезная эпидемия ВИЧ и СПИДа среди ключевых групп населения в регионе Хайлендс.
Соединенные Штаты и Папуа — Новую Гвинею связывают тесные узы дружбы, правительство США стремится повысить стабильность этой страны в качестве своего партнера. Эти два государства работают вместе по многим вопросам: улучшение системы прозрачности государственной власти и надлежащего управления, борьба с торговлей людьми, борьба с изменениями климата, защита рыболовства, улучшение системы здравоохранения и обеспечение гендерного равенства. Военные обеих стран имеют соглашение по кооперативной безопасности в отношении оказания помощи, которая сосредоточилась в основном на совместных гуманитарных учениях и подготовки военнослужащих Папуа — Новой Гвинеи.
США организовали двусторонние и многосторонние фонды помощи по программе улучшения общественного здравоохранения в Папуа — Новой Гвинее в том числе утвердили Чрезвычайный план Президента по борьбе со СПИДом (PEPFAR), малярии и тропическим болезням. Головные офисы Агентства США по международному развитию и Центр США по контролю и профилактике заболеваний расположены в Папуа — Новой Гвинее. Соединенные Штаты также поддерживают усилия Папуа-Новой Гвинеи по сохранению биоразнообразия. В 2012 году Соединенные Штаты оказали помощь населению в ряде провинций Папуа — Новой Гвинеи, которые пострадали от стихийных бедствий, вызванных непрерывным проливным дождем.
Вооружённые силы США, через Тихоокеанское командования в Гонолулу, Гавайи, обеспечивают подготовку Вооружённых сил Папуа — Новой Гвинеи. Соединенные Штаты предоставляют полицейские учебные курсы для должностных лиц национальной безопасности Папуа — Новой Гвинеи. Американские компании, расположенные в Папуа-Новой Гвинее, также финансируют ряд проектов в области здравоохранения и развития.

## Торговля
Экспорт из США в Папуа — Новую Гвинею: нефть, горнодобывающая техника и самолеты. США импортируют из Папуа — Новой Гвинеи: золото, медная руда, какао, кофе и других сельскохозяйственные продукты. ExxonMobil участвует в строительстве газопровода и завода по производству сжиженного природного газа.